# Radek Skála
Radek Skála (* 5. listopadu 1976) je bývalý český fotbalista.

## Fotbalová kariéra
V české lize hrál za FK Švarc Benešov. Nastoupil ve 2 ligových utkáních. Gól v lize nedal.

## Ligová bilance
| Ročník                          | Zápasy | Góly | Klub             |
| ------------------------------- | ------ | ---- | ---------------- |
| 1. česká fotbalová liga 1994/95 | 2      | 0    | FK Švarc Benešov |
| CELKEM 1. česká liga            | 2      | 0    |                  |